# Markus Lackner
Markus Lackner (* 5. April 1991 in Baden) ist ein ehemaliger österreichischer Fußballspieler auf der Position eines Abwehrspielers.

## Karriere

### Verein
Lackner begann seine Karriere beim SC Pfaffstätten in Niederösterreich. 2000 wechselte er in die Jugendabteilung des FC Admira Wacker Mödling, wo er neun Jahre später in die zweite Mannschaft, welche in der Regionalliga Ost tätig ist, geholt wurde. Sein Debüt in der dritthöchsten österreichischen Spielklasse gab er am 10. März 2009 gegen den SV Horn, als er in der 40. Minute für Ivan Laudanović eingewechselt wurde. Das Spiel in Horn wurde 1:3 verloren. 2010/11 gehörte er zudem zum Kader der ersten Mannschaft und schaffte mit jener den Aufstieg in die höchste österreichische Spielklasse, der Bundesliga. Er kam in der Meistersaison auf drei Einsätze, wobei der erste am 12. Juli 2010 erfolgte. Lackner spielte beim 4:1-Auswärtserfolg gegen den SKN St. Pölten durch.
In der Saison 2011/12 wurde er zum ehemaligen Ligakonkurrenten First Vienna FC verliehen, wo er 25 Spiele absolvierte und drei Tore erzielte. Zur Saison 2012/13 kehrte der Abwehrspieler zur Admira zurück und gab sein Bundesligadebüt. Am 8. Dezember 2012 spielte er unter Trainer Dietmar Kühbauer gegen die SV Ried bei der 0:3-Heimniederlage durch. 2013 wurde er erneut verliehen, diesmal an den SV Horn.
Zur Saison 2018/19 wechselte er zum SK Sturm Graz, bei dem er einen bis Juni 2021 laufenden Vertrag erhielt. Im August 2019 kehrte er leihweise zur Admira zurück. Bis zum Ende der Leihe kam er zu 27 Bundesligaeinsätzen für die Admira. Nach einer kurzen Rückkehr nach Graz wechselte Lackner im September 2020 zum Ligakonkurrenten SV Ried. Für Ried kam er in drei Jahren zu 67 Einsätzen in der Bundesliga, aus der das Team 2023 abstieg.
Anschließend wurde sein Vertrag im August 2023 aufgelöst und Lackner wechselte zum Neo-Ligakonkurrenten SV Stripfing. Für Stripfing kam er zu 26 Zweitligaeinsätzen. Nach der Saison 2023/24 verließ er den Verein wieder. Zur Saison 2024/25 wechselte er anschließend zum Regionalligisten FC Hertha Wels. Für Hertha kam er zu 29 Regionalligaeinsätzen, mit dem Team stieg er zu Saisonende in die 2. Liga auf. Daraufhin beendete er seine Karriere als Aktiver.

### Nationalmannschaft
International absolvierte er ein Spiel für die österreichische U-18-Nationalmannschaft.

## Erfolge
- Aufstieg in die Bundesliga 2011